# بين إتش بروكتر
بين إتش بروكتر (بالإنجليزية: Ben H. Procter) هو مؤرخ أمريكي، ولد في 21 فبراير 1927 في تمبل في الولايات المتحدة، وتوفي في 17 أبريل 2012 بسبب مرض باركنسون.